# I vampiri
I vampiri este un film de groază italian din 1957 regizat de Riccardo Freda și Mario Bava.

## Distribuție
- Gianna Maria Canale
- Carol D'Angelo
- Dario Michaelis
- Wandisa Guida
- Antoine Balpêtré
- Paul Muller

## Lansare
"I Vampiri" a fost lansat în Italia pe 5 aprilie 1957 în San Remo. În timpul rulajului său inițial în cinematografe, a obținut un total de 125,3 milioane de lire italiene. Cu toate acestea, filmul nu a avut succes la box office nici în Italia, nici în Franța. În 1960, a fost lansat în SUA într-o versiune puternic modificată sub titlul "The Devil's Commandment". Această versiune a filmului a inclus scene noi scrise de J. V. Rhems și filmate de Ronald Honthauer în New York. În Regatul Unit, filmul a fost lansat sub titlul "Lust of the Vampire". În 1992, biograful lui Mario Bava, Tim Lucas, a scris că o altă versiune a filmului, intitulată și "Lust of the Vampire", a fost asamblată în SUA și a inclus scene cu nuditate.

## Legături externe
- I vampiri la Internet Movie Database
- I vampiri la Rotten Tomatoes